# Harry Earles

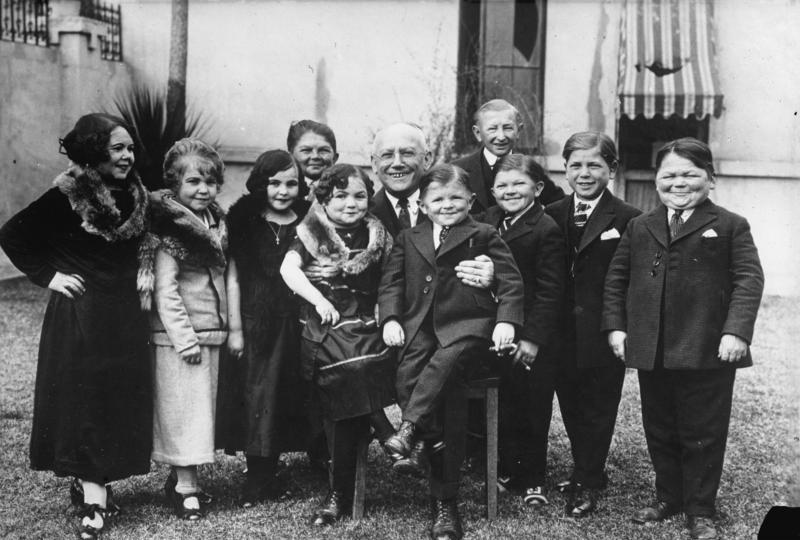
Harry Earles (quinto da destra) con la Doll family e Carl Laemmle - 1929

Harry Earles, nome d'arte di Kurt Schneider (Stolpen, 3 aprile 1902 – Sarasota, 4 maggio 1985), è stato un attore statunitense.

## Biografia
Di origine tedesca, Earles era affetto da nanismo. Assieme alle sorelle Tiny Doll e Gracie Doll fondò la compagnia teatrale The Doll Family. È ricordato dai cinefili per aver interpretato Hans nel film Freaks (1932) di Tod Browning, nel quale la sorella Daisy Earles rivestiva il ruolo di Frieda. 
Partecipò anche a film comici di Stanlio e Ollio, come Marinai in guardia (1927), in cui interpretava un ladro affetto da nanismo che si finge bambino, e Una bella serata (1928).

## Filmografia
- Il trio infernale (The Unholy Three), regia di Tod Browning (1925)
- That's My Baby, regia di William Beaudine (1926)
- Baby Clothes, regia di Robert F. McGowan - cortometraggio (1926)
- Baby Brother, regia di Robert A. McGowan e Charles Oelze - cortometraggio (1927)
- Marinai in guardia (Sailors Beware!), regia di Fred Guiol e Hal Roach - cortometraggio (1927)
- Una bella serata (Their Purple Moment), regia di James Parrott - cortometraggio (1928)
- Three-Ring Marriage, regia di Marshall Neilan (1928)
- The Unholy Three, regia di Jack Conway (1930)
- Good News, regia di Nick Grinde (1930)
- La bugia (Be Big!), regia di James W. Horne - cortometraggio (1931)
- Freaks, regia di Tod Browning (1932)
- Venti anni dopo (Block-Heads), regia di John G. Blystone (1938)
- Il mago di Oz (The Wizard of Oz), regia di Victor Fleming (1939)